# Amphicoma persica
Amphicoma persica är en skalbaggsart som beskrevs av Ludwig Ganglbauer 1905. Amphicoma persica ingår i släktet Amphicoma och familjen Glaphyridae. Inga underarter finns listade i Catalogue of Life.